# Junko Mizuno

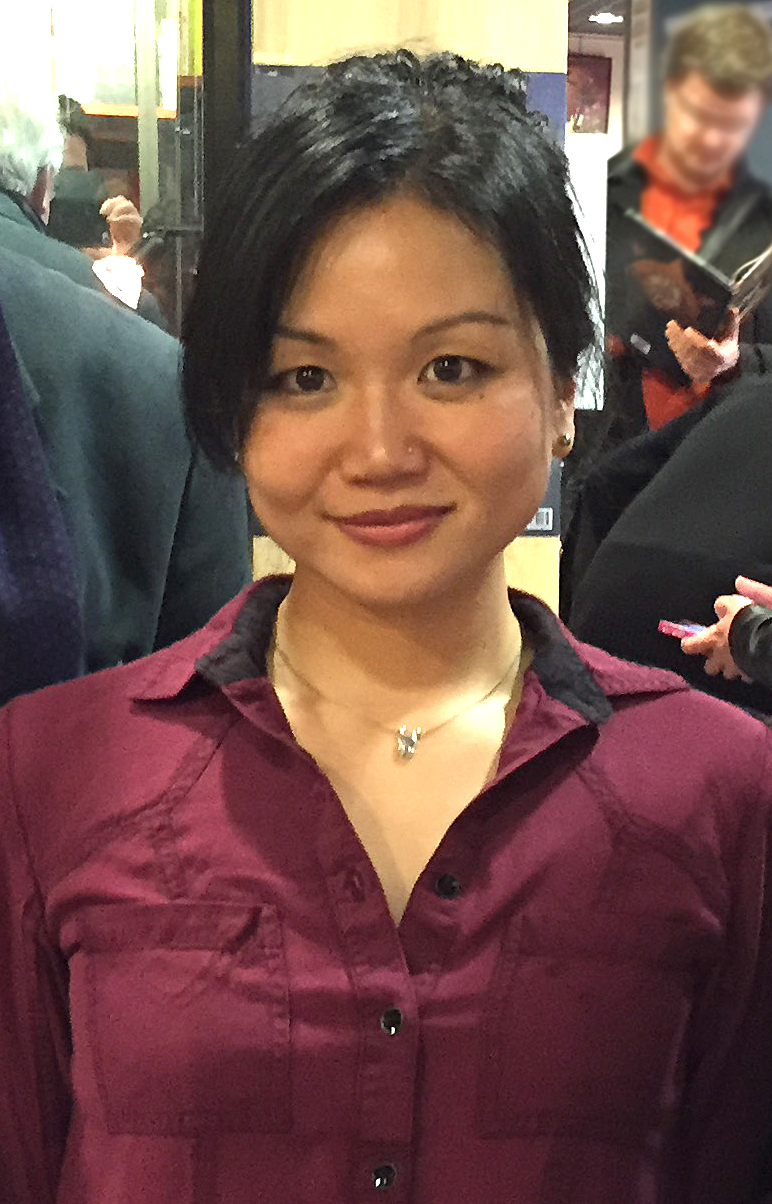
Junko Mizuno in Parijs, 2014

Junko Mizuno (水野純子, Mizuno Junko) (Tokio, 27 mei 1973) is een Japanse mangaka.

## Stijl
Mizuno's tekenstijl, die kinderlijke lieflijkheid en schattige elementen met horror en erotica combineert, wordt vaak benoemd als Gothic Kawaii of Kawaii noir. Mizuno heeft echter bevestigd dat zij zich niet comfortabel voelt bij het gebruik van deze termen en dat zij haar werk niet wil benoemen met woorden omdat haar stijl steeds verandert en vele verschillende invloeden kent.
Mizuno's werk kent een zekere invloed van Shoujo manga. Dit is te zien in haar gebruik van felle kleuren en de grote ogen die haar personages bezitten. Haar oeuvre toont een duidelijke genegenheid voor Popart en psychedelische kunst. Een groot deel van haar werk is in kleur uitgegeven in plaats van het typische zwart-witschema waaruit manga doorgaans bestaat.
Een deel van Mizuno’s oeuvre is gebaseerd op sprookjesverhalen. Deze werken dragen titels als Cinderalla, Princess Mermaid en Hansel&Gretel. De reden hiervoor is dat Mizuno na de publicatie van haar manga Pure Trance benaderd werd door een uitgever die interesse had in haar werk vanwege haar unieke tekenstijl, maar het plot van Pure Trance afkeurde omdat het verhaal van deze manga afweek van de toenmalige verhaalstandaarden voor manga. Daarom stelde deze uitgever aan Mizuno voor om sprookjes te tekenen, gezien deze op commercieel vlak een grotere kans op succes hadden dan alternatieve verhalen als Pure Trance. Mizuno vertelde hierover dat zij op dat moment nog maar net aan het begin van haar professionele artistieke loopbaan stond. Hoewel zij zich achteraf gezien niet helemaal comfortabel voelde bij deze situatie, benoemde ze deze periode toch als een goede ervaring.
Mizuno heeft reeds deelgenomen aan het Internationaal stripfestival van Angoulême en het Lakes International Comic Art Festival. In 2007 werd haar werk tentoongesteld in de Merry Karnowsky galerij te Los Angeles in een expositie getiteld Heart Throb en in datzelfde jaar vond de Tender Succubus tentoonstelling in de Nucleus Galerij (Alhambra, Californië) plaats. In 2014 kon men Mizuno's tentoonstelling getiteld Belle: the Art of Junko Mizuno in de Atomica galerij te Londen bezoeken.

## Objecten
Behalve stripverhalen ontwerpt Mizuno ook T-shirts, kalenders, postkaarten en andere objecten die bedoeld zijn voor een verzamelaarspubliek. Haar illustraties worden ook gebruikt in de documentaire Japanorama die door BBC werd uitgezonden. Mizuno is ook verantwoordelijk voor de tekeningen die naast de horoscopen van het magazine Shoujo Beat staan. Last Gasp en Viz Comics verzorgen de Engelstalige vertalingen van haar werk en Editions IMHO is verantwoordelijk voor de Franse uitgaven.
Er bestaan ook een aantal fysieke objecten die hun basis vinden in ontwerpen van Junko Mizuno. Dit zijn onder meer beeldjes uit vinyl (geproduceerd door Fewture Models/Art Storm USA), knuffeldieren, briefpapier (geproduceerd door Dark Horse USA) en T-shirts (gemaakt door Fine Clothing). In 2009 bracht Mizuno Garden een reeks erotische producten uit zoals condooms en glijmiddel. Daarnaast bevatten de Viz uitgaven van haar stripromans stickers en postkaarten. In 2008 kondigde Hasbro een limited edition reeks van My Little Pony beeldjes aan op basis van Mizuno's ontwerpen, waarvan de opbrengsten naar een goed doel zouden gaan.

## Werken
- Cinderalla, (Koushinsya, 1995); Engelse editie door Viz, (2002).
- The Life of Momongo, Verhaal door Norimizu Ameya, Comic Cue, (East Press, 1998); herdrukt in Chikao Shiratori, (ed.), Secret Comics Japan, (Viz, 2000).
- Pure Trance, (East Press [Tokyo], 1998); Engelse editie door Last Gasp, (2005).
- Hansel & Gretel, (Koushinsya, 2000); Engelse editie door Viz, (2003).
- Junko Mizuno's Hell Babies, (Kenichi Kawai/Pan-Exotica, 2001).
- Princess Mermaid, (Bunkasha, 2002); Engelse editie door Viz, (2003).
- Collector's File 002: Junko Mizuno's Illustration Book, (Viz, 2003).
- Little Fluffy Gigolo Pelu, (Enterbrain, 2003-2005); Engelse editie door Last Gasp (2009-).
- FLARE The Art of Junko Mizuno (Editions Treville, 2009)
- Ravina the Witch, (Éditions Soleil, 2014).
- SOL: Seasonal Print Collection, (Nucleus Studios Inc., 2014)
- TRIAD: Junko Mizuno’s Pop Up Book, (Poposition Press, 2017)
- Junko Mizuno's Coloring Book, (Last Gasp, 2018)